# تان تان وأسماك قرش البحر الأحمر
تان تان وأسماك قرش البحر الأحمرهي الجزء التاسع عشر من مغامرات تان تان وضعت من قبل الكاتب هيرجي بطولة الصحفي تان تان ويلاحظ في هذا الجزء مشاركة عدد كبير من الشخصيات في السلسلة .